# Kyle Fogg
Kyle Fogg (Brea, 27 gennaio 1990) è un cestista statunitense.

## Statistiche

### College
| Anno      | Squadra          | PG  | PT  | MP   | TC%  | 3P%  | TL%  | RP  | AP  | PRP | SP  | PP   |
| --------- | ---------------- | --- | --- | ---- | ---- | ---- | ---- | --- | --- | --- | --- | ---- |
| 2008-2009 | Arizona Wildcats | 35  | 27  | 24,1 | 45,0 | 38,3 | 78,6 | 2,5 | 1,7 | 0,9 | 0,1 | 6,1  |
| 2009-2010 | Arizona Wildcats | 31  | 24  | 28,8 | 41,5 | 41,7 | 75,5 | 3,1 | 2,2 | 0,9 | 0,3 | 11,1 |
| 2010-2011 | Arizona Wildcats | 38  | 34  | 25,5 | 37,3 | 35,5 | 74,7 | 1,8 | 2,6 | 0,8 | 0,2 | 8,1  |
| 2011-2012 | Arizona Wildcats | 35  | 34  | 32,1 | 42,0 | 44,4 | 78,9 | 3,7 | 2,2 | 1,1 | 0,4 | 13,5 |
| Carriera  | Carriera         | 139 | 119 | 27,5 | 41,1 | 40,4 | 77,1 | 2,8 | 2,2 | 0,9 | 0,2 | 9,6  |

### Eurocup
| Anno      | Squadra  | PG | PT | MP   | TC%  | 3P%  | TL%  | RP  | AP  | PRP | SP  | PP   |
| --------- | -------- | -- | -- | ---- | ---- | ---- | ---- | --- | --- | --- | --- | ---- |
| 2016-2017 | Málaga   | 22 | 9  | 19,7 | 48,1 | 41,5 | 75,4 | 3,0 | 2,4 | 0,8 | 0,0 | 11,9 |
| Carriera  | Carriera | 22 | 9  | 19,7 | 48,1 | 41,5 | 75,4 | 3,0 | 2,4 | 0,8 | 0,0 | 11,9 |

## Palmarès

### Club
- Eurocup: 1

Malaga: 2016-17

### Individuale
- Korisliiga MVP straniero: 1

Korikobrat: 2013-2014
- All-Eurocup Second Team: 1

Malaga: 2016-2017